# Tướng quân ở trên ta ở dưới
Tướng quân ở trên ta ở dưới hay Tướng quân tại thượng (Tên gốc: 将军在上 Tướng quân tại thượng) là một bộ phim truyền hình Trung Quốc 2017 với sự tham gia của Mã Tư Thuần, Thịnh Nhất Luân, Đinh Xuyên và Vương Sở Nhiên. Bộ phim được phát sóng trên Youku từ ngày 25 tháng 10 năm 2017.

## Tóm tắt
Lấy bối cảnh triều đại nhà Tống, bộ phim kể về câu chuyện hôn nhân giữa một nữ tướng quân tài cao và một vị vương gia có vẻ đẹp vô song và thông minh.

## Nhân vật

### Nhân vật chính
| Diễn viên       | Tên tiếng Trung | Vai            | Tên Tiếng Trung | Ghi chú                                                                                            |
| --------------- | --------------- | -------------- | --------------- | -------------------------------------------------------------------------------------------------- |
| Mã Tư Thuần     | 马思纯          | Diệp Chiêu     | 叶昭            | Nữ Đại tướng quân chưởng quản Binh Mã Đại Tống                                                     |
| Thịnh Nhất Luân | 盛一伦          | Triệu Ngọc Cẩn | 赵玉瑾          | Nam Bình Quận Vương - Tuần thành Đông Kinh ngự sử, con thứ của Triệu Vương Gia, cháu trai Hoàng đế |
| Định Xuyên      | 丁川            | Hồ Thanh       | 胡青            | Quân sư của Diệp Chiêu                                                                             |
| Vương Sở Nhiên  | 王楚然          | Liễu Tích Âm   | 柳惜音          | Em họ của Diệp Chiêu, thích Diệp Chiêu vì nghĩ Diệp Chiêu là nam, nên đâm thù Ngọc Cẩn.            |

### Nhân vật phụ
| Tên nhân vật                      | Quan hệ với nhân vật chính      | Ghi chú                                                                  |
| --------------------------------- | ------------------------------- | ------------------------------------------------------------------------ |
| Triệu Vương Phủ                   |                                 |                                                                          |
| Triệu Thái Phi                    | mẹ Ngọc Cẩn                     | con dâu Thái Hậu                                                         |
| Triệu Vương                       | anh trai Ngọc cẩn               | chân bị tật, lo việc mua bán đồ dùng cho Hoàng Cung                      |
| Triệu Vương Phi                   | chị dâu Ngọc Cẩn                |                                                                          |
| Nam Bình Quận Vương Phủ           |                                 |                                                                          |
| Mi Nương                          | tiểu thiếp                      |                                                                          |
| Dương Thị                         | tiểu thiếp                      |                                                                          |
| Uyên Nhi                          | tiểu thiếp                      |                                                                          |
| Thu Hoa                           | cận vệ của Diệp Chiêu           |                                                                          |
| Thu Thủy                          | cận vệ của Diệp Chiêu           |                                                                          |
| Tiểu Hạ tử                        |                                 |                                                                          |
| Hoàng thân quốc thích             |                                 |                                                                          |
| Lưu Thái hậu                      | bà nội Ngọc Cẩn                 | tuy trao trả quyền lực cho nhà vua nhưng thực tế vẫn quyết định mọi việc |
| Hoàng Đế Đại Tống, Tống Nhân Tông | chú Ngọc Cẩn                    | có mưu cơ nhưng vẫn tôn trọng và không dám vượt quyền Thái hậu           |
| Tống Chân Tông                    | ông nội Ngọc Cẩn                | đã quá cố                                                                |
| Kỳ Vương                          | chú Ngọc Cẩn                    |                                                                          |
| Tương Vương                       |                                 |                                                                          |
| Quách Hoàng Hậu                   |                                 |                                                                          |
| Trương Quý Phi                    |                                 | ái phi của Hoàng Đế                                                      |
| Lưu Thái Phó                      | quốc cữu, anh/em Thái Hậu       | Đại quan nắm quyền trên triều, dựa uy Thái hậu                           |
| Quan Lại, Vương Tôn Công Tử       |                                 |                                                                          |
| Tể Tướng                          |                                 |                                                                          |
| Phạm Trọng Yêm                    | anh trai chị dâu diệp Chiêu     | Vu Ba đóng, đại thần trung quân ái quốc                                  |
| Quách Nguyên Cảnh                 | bạn xôi thịt của Ngọc Cẩn       | Cháu Hoàng Hậu                                                           |
| Trương Khuê                       | bạn xôi thịt của Ngọc Cẩn       | Em trai Trương Quý Phi                                                   |
| Hạ Lưu Long                       | bạn xôi thịt của Ngọc Cẩn       |                                                                          |
| Kinh Triệu Doãn                   |                                 | đứng đầu kinh thành                                                      |
| Mạnh Thái y                       |                                 |                                                                          |
| Tiểu Quý Tử                       |                                 | thái giám của thái hậu                                                   |
| Diệp Quốc Công phủ                |                                 |                                                                          |
| Trấn Quốc Công                    | Gia gia (ông nội) Diệp Chiêu    |                                                                          |
| Phạm Thị                          | Chị dâu Diệp Chiêu              |                                                                          |
| Cha Diệp Chiêu                    |                                 |                                                                          |
| Diệp Gia Quân                     |                                 |                                                                          |
| Thu Lão Hổ                        | lão tướng dưới quyền Diệp Chiêu |                                                                          |
| Tây hạ                            |                                 |                                                                          |
| Quốc Vương Tây Hạ                 |                                 |                                                                          |
| Vương phi Tây hạ                  |                                 |                                                                          |
| Vương tử Tây Hạ                   |                                 |                                                                          |
| Một Tạng Vương Phi                |                                 |                                                                          |

Với một số diễn viên khác

## Nhạc phim
| STT | Nhan đề                             | Sáng tác | Ca sĩ                         | Thời lượng |
| --- | ----------------------------------- | -------- | ----------------------------- | ---------- |
| 1.  | "Loyalty (忠贞)" (Trailer)          | Wang Ke  | Thịnh Nhất Luân               |            |
| 2.  | "Love On (爱在上)" (Ca khúc chủ đề) | Wang Ke  | Thôi Tử Cách, Thịnh Nhất Luân |            |